# Plzeň Plaza
Le Plzeň Plaza est un centre commercial de Plzeň, en République tchèque. Ouvert en 2007 et acquis par Klépierre en 2008, ce centre développe plus de 20 000 m2 sur trois niveaux et abrite 101 enseignes.